# Erika Krauß

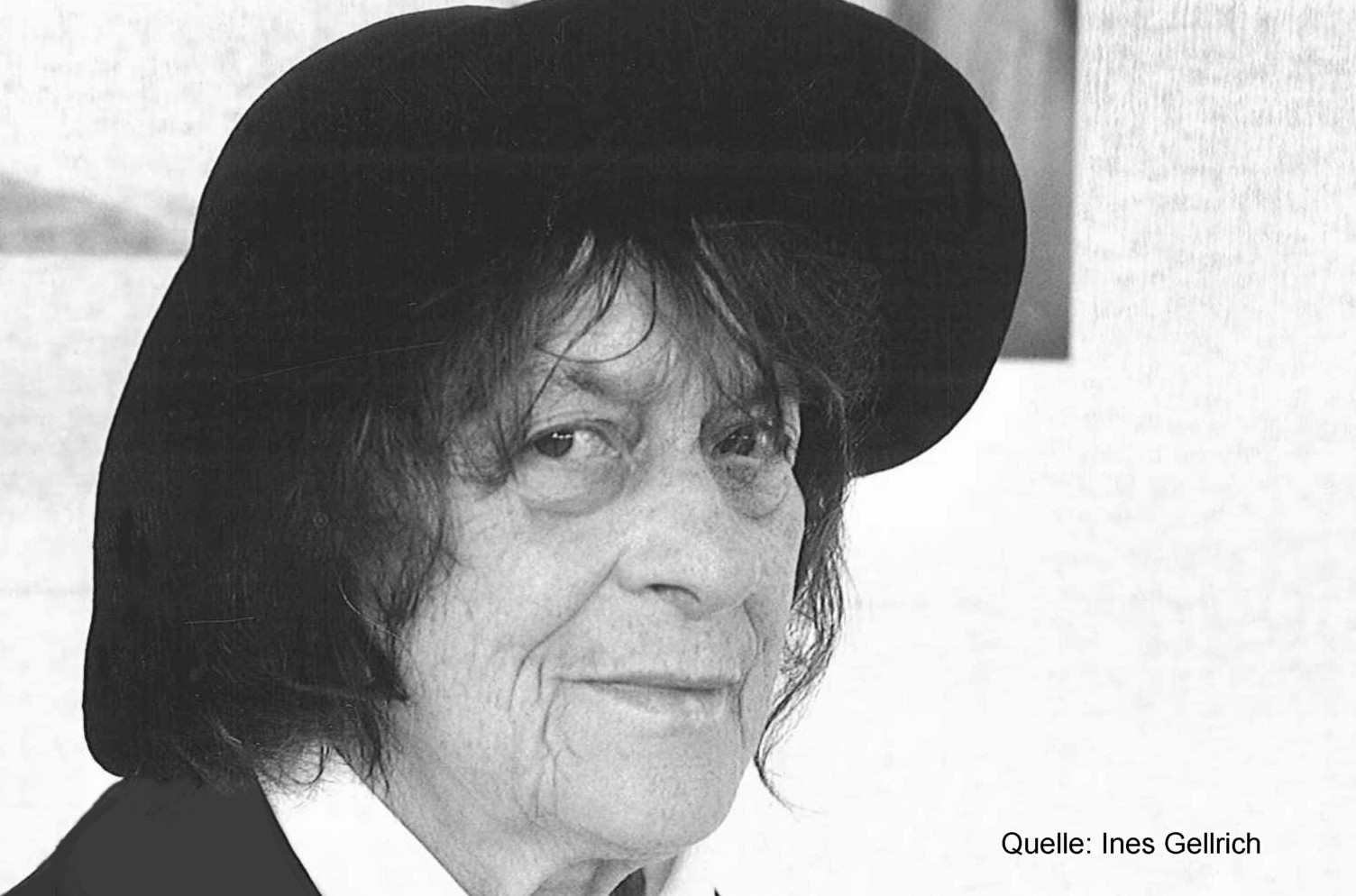
Erika Krauß

Erika Krauß (* 1917 in Karski, Kreis Ostrowo; † 26. Juni 2013 in Hamburg) war eine deutsche Pressefotografin.

## Leben
Erika Krauß wurde während des Ersten Weltkriegs in Karski im heutigen Polen geboren. Sie wuchs in Berlin auf, wo sie die höhere Handelsschule besuchte. Ehe sie 1950 in Hamburg sesshaft wurde, hatten die unruhigen Zeiten sie unter anderem nach Berlin, Österreich und Worpswede geführt. In Berlin ließ sie  sich als erste Frau Deutschlands zum Kameramann ausbilden – auf die männliche Form legte sie durchaus Wert. Sie war von 1942 bis 1944 an einer Reihe von bekannten UFA-Filmen beteiligt. So war sie Assistentin des Kameramanns Andor von Barsy. Sie arbeitete auch als Cutterin und führte Regie. 
Als nach dem Zweiten Weltkrieg die Filmindustrie zunächst keine Aufträge mehr vergeben konnte, erwarb sie zusätzlich den Meisterbrief für Fotografie. 1950 kam sie nach Hamburg und suchte Arbeit. Stern und Spiegel am Hamburger Speersort wiesen sie ab. Sie hörte: Wir nehmen keine Frauen, wie Erika Krauß später erzählt. Aber Kollegen schickten sie in den ersten Stock: da hat eine neue Zeitung aufgemacht. Und dort wurde sie schließlich von dem damaligen Chefredakteur Heinrich Braune für die Hamburger Morgenpost angeheuert. Sie blieb über 60 Jahre, teils freiberuflich, teils in Anstellung. Sie fotografierte noch, als sie schon über 90 Jahre alt war.
Erika Krauß überlebte fotografierend 13 Hamburger Bürgermeister und war bei allen wichtigen Senatsempfängen dabei. Sie machte sich auch als Theaterfotografin einen Namen, indem sie unter anderem bei Gründgens-Inszenierungen am Hamburger Schauspielhaus tätig war. 
Für ihre Verdienste verlieh der Hamburger Senat ihr 1999 den Alexander-Zinn-Preis. Der damals mit 15 000 Mark dotierte Preis wird alle drei Jahre für besondere publizistische Leistung verliehen.

## Privat

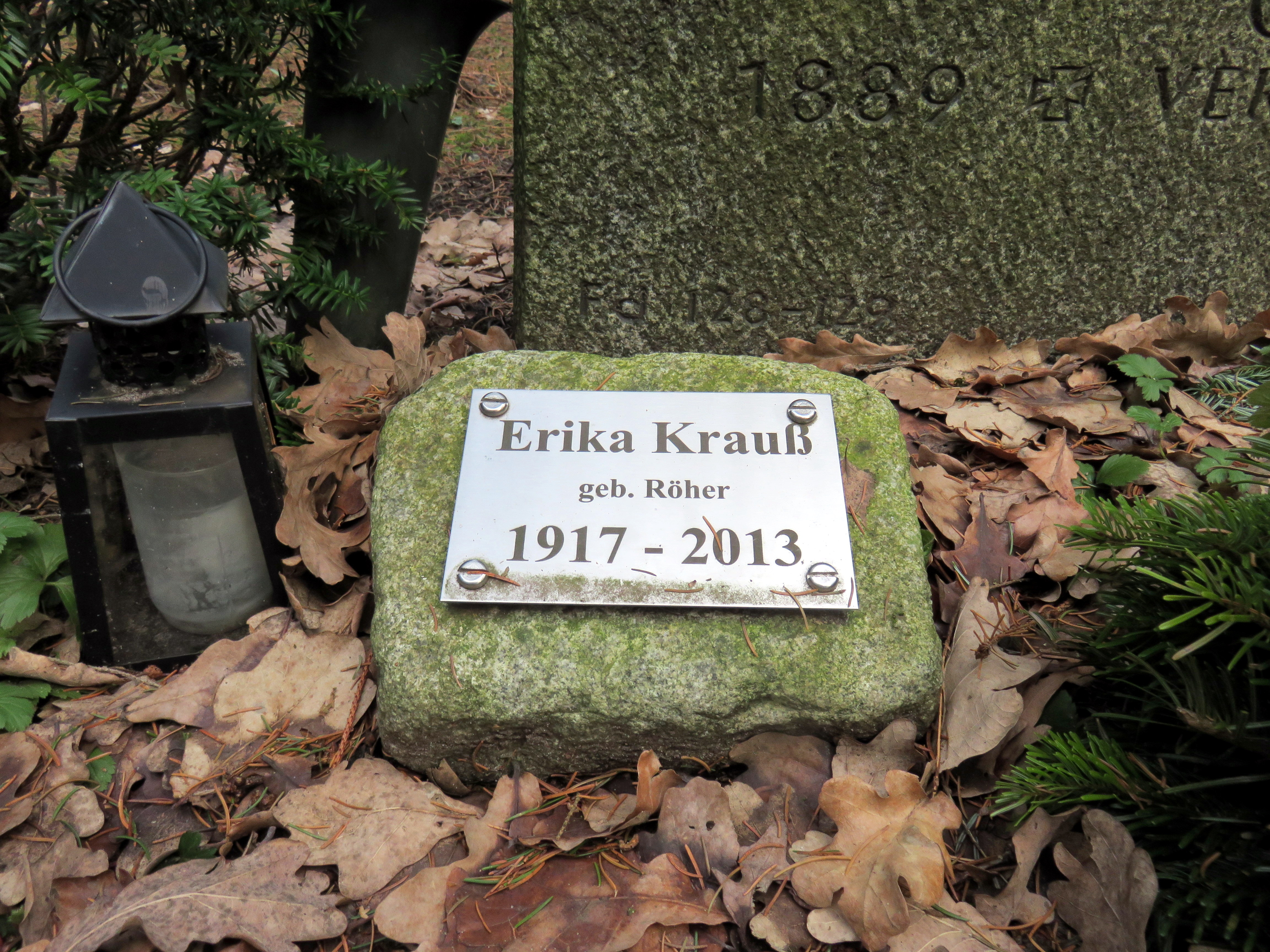
Kissenstein Erika Krauß,
geb. Röher, Waldfriedhof Volksdorf

Sie bekam sechs Kinder, zwei starben vor ihr. Ihr erster Mann verstarb 1947 in Berlin. Von ihrem zweiten Mann trennte sie sich 1972. Sie hatte sechs Enkelkinder. 
Erika Krauß starb im Juni 2013 im Hamburger Bundeswehrkrankenhaus. An der Trauerfeier in Hamburgs Hauptkirche St. Jakobi nahmen neben Freunden und Kollegen auch mehrere ehemalige Hamburger Bürgermeister verschiedener Parteien teil. 
Erika Krauß wurde auf dem Volksdorfer Waldfriedhof auf der Familiengrabstätte Röher, Planquadrat Fd 128-129, beigesetzt.

## Ehrungen
- 1990: Goldene Filmrolle der Internationalen Kunstmesse ART
- 1996: Eine Ausstellung in der Messe Du und Deine Welt für die dienstälteste Fotografin Hamburgs, ausgerichtet von einer Reihe von Fotografen
- 1999: Alexander-Zinn-Preis für besondere publizistische Leistungen

Seit 2016 gibt es in Altona-Nord eine Erika-Krauss-Twiete.